# Фільмографія Квентіна Тарантіно
Фільмографія американського режисера Квентіна Тарантіно.

## Режисер, продюсер, сценарист та інше
| Рік  |     | Українська назва                               | Оригінальна назва                              | Роль                                   |
| ---- | --- | ---------------------------------------------- | ---------------------------------------------- | -------------------------------------- |
| 1983 | кф  | Любов птиці в неволі                           | Love Birds in Bondage                          | режисер, сценарист                     |
| 1987 | в   | Максимальний потенціал                         | Maximum Potential                              | помічник виробництва                   |
| 1987 | ф   | День народження мого найкращого друга          | My Best Friend's Birthday                      | режисер, сценарист, продюсер, монтажер |
| 1991 | ф   | Після опівночі                                 | Past Midnight                                  | продюсер                               |
| 1992 | ф   | Скажені пси                                    | Reservoir Dogs                                 | режисер, сценарист                     |
| 1993 | ф   | Убити Зої                                      | Killing Zoe                                    | продюсер                               |
| 1993 | ф   | Залізна мавпа                                  | Siu Nin Wong Fei Hung Chi: Tit Ma Lau          | продюсер                               |
| 1993 | ф   | Справжнє кохання                               | True Romance                                   | сценарист                              |
| 1994 | ф   | Природжені вбивці                              | Natural Born Killers                           | сценарист                              |
| 1994 | ф   | Кримінальне чтиво                              | Pulp Fiction                                   | режисер, сценарист                     |
| 1994 | ф   | Ця жахлива Пет                                 | It's Pat                                       | сценарист                              |
| 1995 | ф   | Багряний приплив                               | Crimson Tide                                   | сценарист                              |
| 1995 | кф  | Танцюй зі мною, поки ми любимо                 | Dance Me to the End of Love                    | сценарист                              |
| 1995 | с   | Швидка допомога                                | ER                                             | режисер                                |
| 1995 | ф   | Чотири кімнати                                 | Four Rooms                                     | режисер, сценарист, продюсер           |
| 1996 | ф   | Скеля                                          | The Rock                                       | сценарист                              |
| 1996 | ф   | Від заходу до світанку                         | From Dusk Till Dawn                            | сценарист, продюсер                    |
| 1996 | ф   | Запечена кров                                  | Curdled (Gecko Brothers news report)           | сценарист, продюсер                    |
| 1997 | ф   | Джекі Браун                                    | Jackie Brown                                   | режисер, сценарист                     |
| 1998 | ф   | Бог сказав: Ха!                                | God Said, 'Ha!'                                | продюсер                               |
| 1999 | в   | Від заходу до світанку 2: Криваві гроші Техасу | From Dusk Till Dawn 2: Texas Blood Money       | продюсер                               |
| 1999 | в   | Від заходу до світанку 3: Донька ката          | From Dusk Till Dawn 3: The Hangman's Daughter  | продюсер                               |
| 2003 | ф   | Убити Білла. Фільм 1                           | Kill Bill: Vol. 1                              | режисер, сценарист                     |
| 2004 | ф   | Убити Білла. Фільм 2                           | Kill Bill: Vol. 2                              | режисер, сценарист                     |
| 2004 | ф   | Пригоди Модести Блейз                          | My Name Is Modesty: A Modesty Blaise Adventure | продюсер                               |
| 2005 | ф   | Хостел                                         | Hostel                                         | продюсер                               |
| 2005 | ф   | Долтрі Келхун                                  | Daltry Calhoun                                 | продюсер                               |
| 2005 | ф   | Місто гріхів                                   | Sin City                                       | спеціальний запрошений режисер         |
| 2005 | с   | CSI: Місце злочину                             | CSI: Crime Scene Investigation                 | режисер, сценарист                     |
| 2006 | док | Лють свободи                                   | Freedom's Fury                                 | продюсер                               |
| 2007 | ф   | Грайндхаус                                     | Grindhouse                                     | режисер, сценарист, продюсер, оператор |
| 2007 | ф   | Доказ смерті                                   | Death Proof                                    | режисер, сценарист, продюсер, оператор |
| 2007 | ф   | Хостел 2                                       | Hostel: Part II                                | продюсер                               |
| 2007 | ф   | Планета страху                                 | Planet Terror                                  | продюсер                               |
| 2008 | ф   | Пекельна поїздка                               | Hell Ride                                      | продюсер                               |
| 2009 | ф   | Безславні виродки                              | Inglourious Basterds                           | режисер, сценарист                     |
| 2010 | кф  | Приходити додому                               | Coming Home                                    | продюсер                               |
| 2012 | ф   | Джанґо вільний                                 | Django Unchained                               | режисер, сценарист                     |
| 2014 | с   | Від заходу до світанку                         | From Dusk Till Dawn                            | автор історії                          |
| 2015 | ф   | Мерзенна вісімка                               | The Hateful Eight                              | режисер, сценарист                     |
| 2019 | ф   | Одного разу в Голлівуді                        | Once Upon A Time In Hollywood                  | режисер, сценарист, продюсер           |
|      | ф   | Пригоди Кліффа Бута                            | The Adventures of Cliff Booth                  | сценарист                              |

## Актор
| Рік       |     | Українська назва                      | Оригінальна назва                   | Роль                                                                     |
| --------- | --- | ------------------------------------- | ----------------------------------- | ------------------------------------------------------------------------ |
| 1983      | кф  | Любов птиці в неволі                  | Love Birds in Bondage               | бойфренд                                                                 |
| 1987      | ф   | День народження мого найкращого друга | My Best Friend's Birthday           | Кларенс Пул                                                              |
| 1988      | с   | Золоті дівчатка                       | The Golden Girls                    | двійник Елвіса                                                           |
| 1989      | в   | Овочі                                 | Vegetables                          |                                                                          |
| 1992      | ф   | Скажені пси                           | Reservoir Dogs                      | містер Коричневий                                                        |
| 1992      | ф   | Едді Преслі                           | Eddie Presley                       | помічник у притулку                                                      |
| 1994      | кф  | Ефект Коріоліса                       | The Coriolis Effect                 | Панхандл Слім                                                            |
| 1994      | ф   | Кримінальне чтиво                     | Pulp Fiction                        | Джиммі Діммік                                                            |
| 1994      | ф   | Спи зі мною                           | Sleep with Me                       | Сід                                                                      |
| 1994      | ф   | Той, хто закоханий                    | Somebody to Love                    | бармен                                                                   |
| 1995      | с   | Американська дівчина                  | All-American Girl                   | Десмонд                                                                  |
| 1995      | ф   | Дестіні включає радіо                 | Destiny Turns on the Radio          | Джонні Дестіні                                                           |
| 1995      | ф   | Відчайдушний                          | Desperado                           | оповідач анекдоту                                                        |
| 1995      | ф   | Чотири кімнати                        | Four Rooms                          | Честер                                                                   |
| 1995      | кф  | Танцюй зі мною, поки ми любимо        | Dance Me to the End of Love         | наречений                                                                |
| 1996      | ф   | Від заходу до світанку                | From Dusk Till Dawn                 | Річард Гекко                                                             |
| 1996      | ф   | Дівчина №6                            | Girl 6                              | режисер # 1 - Нью-Йорк                                                   |
| 1996      | ф   | Запечена кров                         | Curdled                             | Річард Гекко                                                             |
| 1996      | вг  | Steven Spielberg's Director's Chair   | Steven Spielberg's Director's Chair | Джек Кавелло                                                             |
| 1997      | ф   | Джекі Браун                           | Jackie Brown                        | автовідповідач                                                           |
| 2000      | ф   | Ніккі, диявол молодший                | Little Nicky                        | Диякон                                                                   |
| 2002—2004 | с   | Шпигунка                              | Alias                               | МакКенас Коул                                                            |
| 2003      | ф   | Убити Білла. Фільм 1                  | Kill Bill Volume 1                  | член банди Crazy 88                                                      |
| 2005      | мс  | Дак Доджерс                           | Duck Dodgers                        | Майстер Молох                                                            |
| 2007      | ф   | Грайндхаус                            | Grindhouse                          | Воррен, ґвалтівник 1                                                     |
| 2007      | ф   | Доказ смерті                          | Death Proof                         | Воррен                                                                   |
| 2007      | ф   | Планета страху                        | Planet Terror                       | ґвалтівник 1                                                             |
| 2007      | ф   | Сукіякі Вестерн Джанго                | Sukiyaki Western Django             | Пірінго                                                                  |
| 2007      | ф   | Щоденники мерців                      | Diary of the Dead                   | диктор новин                                                             |
| 2009      | ф   | Безславні виродки                     | Inglourious Basterds                | оскальпований німецький солдат, солдат на вежі у фільмі «Гордість нації» |
| 2012      | ф   | Джанґо вільний                        | Django Unchained                    | працівник компанії ЛеКінт                                                |
| 2014      | ф   | Міс Переполох                         | She's Funny That Way                | Квентін Тарантіно                                                        |
| 2015      | ф   | Мерзенна вісімка                      | The Hateful Eight                   | оповідач                                                                 |
| 2019      | ф   | Одного разу в… Голлівуді              | Once Upon A Time In Hollywood       | Комерційний директор Red Apple Cigarettes                                |
| 2019      | док |                                       | QT8: The First Eight                | у ролі самого себе                                                       |